# Дугарова, Людмила Лопсоновна
Людмила Лопсоновна Дугарова (род. 17 марта 1945, местность Шара-Тала Окинский район Бурят-Монгольская АССР) — советская и российская актриса

 театра. Народная артистка РФ (2007).

## Биография
Людмила Лопсоновна Дугарова родилась 17 марта 1945 года, в местность Шара-Тала Окинского района Бурят-Монгольской АССР в пяти километрах от села Хужир, в многодетной семье бухгалтера.
После окончания школы поступила на строительный факультет Восточно-Сибирского технологического института, через год перевелась на экономический факультет Бурятского сельскохозяйственного института. После первого курса решила, что это не её призвание и, увидев объявление о наборе в бурятскую студию Ленинградского института театра, музыки и кинематографии, пошла на конкурс и стала студенткой института.
В 1969 году окончила Ленинградский государственный институт театра, музыки и кинематографии (ныне — Российский государственный институт сценических искусств), педагоги — Л. Ф. Макарьев, Н. К. Децик и была принята в труппу Бурятского академического театра драмы им. Хоца Намсараева, в котором работает по настоящее время. Сыграла более ста ролей.
В 1987 году ей было присвоено звание Заслуженной артистки РСФСР.
В 2007 году Людмила Лопсоновна Дугарова была удостоена Почетного звания «Народный артист России».

## Роли в театре
Айгуль — «Страна Айгуль», М. Карим;
Асель — «Тополек мой в красной косынке», Ч. Айтматов;
Вера — «Последние», М. Горький;
Виола — «Двенадцатая ночь», У. Шекспир;
Намаахан — «Кузнецы победы», Н. Дамдинов;
Нелли — «Униженные и оскорбленные», Ф. М. Достоевский;
Полина — «Доходное место», А. Н. Островский;
Ханда Харпушкина — «Черная борода», Б. Эрдынеев.

## Награды и звания
- Народный артист Российской Федерации (2007)[3]
- Заслуженный артист РСФСР (1987)